# Einar Vilhjálmsson
Einar Vilhjálmsson (* 1. června 1960 Reykjavík) je bývalý islandský reprezentant v hodu oštěpem.
Jeho otcem je Vilhjálmur Einarsson, který získal v roce 1956 pro Island historicky první olympijskou medaili, když skončil druhý v trojskoku.
Studoval v USA na Texaské univerzitě v Austinu, kde vyhrál v roce 1983 National Collegiate Athletic Association. Startoval na třech olympijských hrách: v roce 1984 obsadil šesté místo, v roce 1988 byl třináctý a v roce 1992 čtrnáctý. Obsadil třinácté místo na mistrovství světa v atletice 1987 a deváté místo na mistrovství Evropy v atletice 1990, na mistrovství světa v atletice 1991 skončil rovněž devátý. Jeho osobní rekord byl 92,42 m se starým typem oštěpu a 86,80 m se současným typem (ještě v roce 2019 platný národní rekord). V letech 1983, 1985 a 1988 byl vyhlášen islandským sportovcem roku.
V letech 2014 až 2016 zastával funkci předsedy Islandského atletického svazu.